# Girardinus uninotatus
Girardinus uninotatus es una especie de peces de la familia de los pecílidos en el orden de los ciprinodontiformes.

## Morfología
Los machos pueden alcanzar los 4,7 cm de longitud total y las hembras los 8,4 cm.

## Distribución geográfica
Se encuentran en Cuba.